# Pastinachus
Pastinachus is het klein geslacht uit de familie van pijlstaartroggen (Dasyatidae), orde Myliobatiformes.Er zijn vijf soorten, waarvan twee in 2010 voor het eerst beschreven.

## Soorten
- Pastinachus ater (Macleay, 1883)
- Pastinachus gracilicaudus (Last & Manjaji-Matsumoto, 2010)
- Pastinachus sephen (Forsskål, 1775)
- Pastinachus solocirostris (Last, Manjaji & Yearsley, 2005)[1]
- Pastinachus stellurostris (Last, Firmi & Naylor, 2010)